# Johann Daniel Hoffmann
Johann Daniel Hoffmann (auch Hofmann; * 7. Mai 1740 in Tübingen; † 10. Juni 1814 ebenda) war ein deutscher Rechtswissenschaftler und Hochschullehrer.

## Leben
Hoffmann war der Sohn des Tübinger Rechtsprofessors Gottfried Daniel Hoffmann. Er studierte Philosophie und Rechtswissenschaft an der Universität Tübingen. Dort erlangte er zunächst die Magisterwürde in Philosophie und wurde 1765 zum Dr. iur. promoviert. 1767 erfolgte seine Anstellung als außerordentlicher Professor, 1769 oder 1770 als ordentlicher Professor der Rechte an der Tübinger Universität.
Hoffmann war von 1770 bis 1776 zudem ordentlicher Professor am Collegium illustre in Tübingen, außerdem war er ab 1771 herzoglich-württembergischer Rat. An beiden Lehreinrichtungen soll er sich großer Beliebtheit erfreut haben. 1779 wurde er zum Dr. phil. promoviert. Er hatte in seiner Tübinger Zeit dreimal das Rektorat der Universität inne, so war er in den Jahren 1774, 1778 und 1787/1788 Rektor.
1774 gehörte der zu den Gründungsmitgliedern der Freimaurerloge Zu den 3 Cedern in Stuttgart.
Hoffmann wurde, zum Bedauern der Universität, 1790 als gelehrtes Mitglied mit Titel und Rang in den Geheimen Rat nach Stuttgart berufen. 1794 wurde er Ordenssekretär des Churfürstlich-württembergisch großen Ordens. Dieses Amt hatte er bis 1804 inne. In seinen restlichen Ämtern wurde er bereits 1804 in den Ruhestand versetzt.
Er soll dem Illuminatenorden angehört haben.

## Werke (Auswahl)
- Jus publ. linguae gallicae germanicum, Tübingen 1764.
- Zu der Frage: Ob es einem Sohne erlaubt sey, seinem Vater zu widersprechen?, Tübingen 1767.
- De jurisdictione criminali Wirtembergica, Tübingen 1775.
- Observationes in litem recentiorem de retractu equestri, Tübingen 1786.